# Inner City
Inner City – amerykański zespół muzyczny pochodzący z Detroit i grający muzykę house i techno. Zespół został założony w 1987 przez pochodzącą z Chicago wokalistkę Paris Grey oraz nowojorskiego DJ-a Kevina Saundersona. Jest znany z przebojów takich jak Good Life czy Big Fun.

## Członkowie
- Paris Grey (ur. 5 listopada 1965) – wokal
- Kevin Saunderson (ur. 4 września 1964) – instrumenty klawiszowe, automat perkusyjny, sampling

## Albumy studyjne
- Paradise (1989) – w USA wydany pod nazwą Big Fun
- Fire (1990)
- Praise (1992)
- Testament ’93 (1993)

## Źródła i linki zewnętrzne
- Biografia na AllMusic.com